# Smedstorp
Smedstorp – miejscowość (tätort) w Szwecji, w regionie administracyjnym (län) Skania, w gminie Tomelilla.
Według danych Szwedzkiego Urzędu Statystycznego liczba ludności wyniosła: 361 (31 grudnia 2015), 377 (31 grudnia 2018) i 375 (31 grudnia 2019).